# Carol Sloane
Carol Sloane (Providence, Rhode Island; 5 de marzo de 1937-23 de enero de 2023) fue una cantante estadounidense de jazz.

## Biografía
Comenzó a cantar profesionalmente a la edad de 14 años. En 1958 entró como cantante por un par de años en la banda de Les y Larry Elgart. En 1960, sustituyó —por enfermedad— a Annie Ross en el trío que esta formaba junto con Dave Lambert y John Hendricks. Su primer éxito lo consiguió en 1961, con su participación en el Festival de Jazz de Newport, que hizo que fuera contratada por el sello Columbia.
Ese mismo año graba su primer disco, Out of the Blues, con arreglos de Bill Finegan y Bob Brookmeyer y la participación de los trompetistas Nick Travis y Clark Terry, el pianista Bernie Leighton, los guitarristas Barry Galbraith y Jim Hall, los contrabajistas Art Davis y George Duvivier y el baterista Walter Perkins. Bob Brookmeyer también toca el trombón, y establecieron una gran amistad. Su segundo álbum, también para Columbia, se tituló Carol Sloane Live 34oth Street. Después la discográfica decidió cancelar el contrato.
En los años 70, trabaja como secretaria jurídica en Raleigh, en Carolina del Norte, aunque también actúa en clubes de jazz y participa en algún programa de radio. Entre septiembre de 1967 y mayo de 1968 escribió críticas de álbumes para la revista Down Beat.
Sloane no volvió a grabar hasta 1977, pero desde 1975 trabajaba cuatro años con el contrabajista George Mraz, el baterista Joe LaBarbera y con el pianista Jimmy Rowles, su pareja. Su álbum de regreso a los estudios de grabación fue con el sello Audiophile, y el álbum se tituló Sophisticated Lady y obtuvo el favor de la crítica. Después graba para los sellos Choice, Prestige y Contemporary. En 1988 graba el que está considerado como el mejor álbum de su carrera, titulado Love You Madly. En 1986, se casó con Buck Spurr.
En los siguientes veinte años graba para el sello Concord Jazz una serie de espléndidos álbumes, destacando el de 1993, titulado Sweet & Slow, con su trío, más el saxo y la flauta de Frank Wess.

## Discografía
- 1962: Out of the Blue (Columbia/Fresh Sound Records) Barry Galbraith, Arte Davis, George Duvivier, Clark Terry, Nick Travis y Bob Brookmeyer.
- 1988: Love You Madly (Contemporary Records) Art Farmer, Clifford Jordan, Kenny Barron, Kenny Buurell y Rufus Reid.
- 1990: The Real Thing (Contemporary) Phil Woods y Grady Tate.
- 1991: Heart´s Desire (Concord).
- 1993: Sweet and Slow (Concord).
- 1994: When I Look In Your Eyes (Concord).
- 1995: The Songs Carmen Sang (Concord) Phil Woods.
- 1996: The Songs Sinatra Sang (Concord) Frank Wess.
- 1997: The Songs Ella and Louis Sang (Concord) Clark Terry.
- 2001: I Never Went Away (High Note).
- 2010: We'll meet again (Arbors Record Inc.).

Con Ken Peplowski
- Dearest Duke (Arbors).